# Holalu, Hassan
Holalu là một làng thuộc tehsil Hassan, huyện Hassan, bang Karnataka, Ấn Độ.